# Бестаев, Валерьян Тристанович
Валерья́н Триста́нович Беста́ев (род. 5 марта 1982,  с. Зардианткари, Горийский район, Грузинская ССР, СССР) — российский футболист, защитник.

## Карьера
Играть начал в 1999 году в команде «Автодор» Владикавказ, игравшей в зоне «Юг» второго дивизиона. В играх премьер-лиги дебютировал в 2001 году, провёл 4 сезона в «Алании», после года в астраханском «Волгаре-Газпроме», вернулся во Владикавказ. В 2009 году выступал за «Анжи», в котором дебютировал в матче против «Алании». В 2010 году играл за «Спартак» Цхинвал (Республика Южная Осетия), в любительском чемпионате Северной Осетии и стал обладателем Кубка РСО 2010 года.
В составе сборной России до 16 лет играл на чемпионате Европы 1999 года в Чехии.